# TVCG 2 (Montenegro)
TVCG 2 es el segundo canal de televisión público montenegrino perteneciente a Radio i Televizija Crne Gore (RTCG). Emite series, cine, programas de entretenimiento, deportes y programación para minorías. Hasta la creación de TVCG 3, el canal también emitía en directo las retransmisiones del Parlamento de Montenegro.

## Historia
Radio Televizija Titograd comenzó a emitir un segundo canal a principios de la década de 1970 en el canal UHF 37 desde Bjelasica. Durante la era yugoslava, RTT 2 retransmitía RTB 2 de Belgrado.
En 2004, TVCG 2 incluyó novedades a su programación, como la emisión de telenovelas latinoamericanas y Studio Sport 2, un servicio diario de noticias deportivas con dos ediciones.
En marzo de 2020, debido a la pandemia, TVCG 2 comenzó a transmitir clases en idioma albanés, limitadas al idioma y las matemáticas.
Tras la implementación de la nueva identidad de marca de RTCG en 2024, el color distintivo de TVCG 2 pasó a ser el amarillo. El nuevo logotipo del canal generó controversia, ya que el 2 se parecía al símbolo militar ruso Z. La embajada de Ucrania en Montenegro envió una carta a RTCG, pero la emisora negó estas acusaciones.